# Al Wasl Tower
El Al Wasl Tower o Burj Al Wasl  (en árabe: برج الوصل‎) es un proyecto que ha sido diseñado para ser un rascacielos de uso mixto; para poder ser una ciudad vertical con una autonomía eficaz. La altura final del rascacielos es de 302 m y 63 plantas.
La torre dispondrá de la fachada de cerámica más alta del mundo, lo que es una buena opción para un rascacielos en el desierto, ya que el material tiene excelentes propiedades de protección solar que ayudarán a mejorar la eficiencia energética del edificio.
Dispondrá de vegetación cubierta, proporcionando jardines verticales, y también tendrá un "Museo de la luz" dedicada a la historia de la luz, mostrando el arte y la tecnología utilizada para generarla, desde el fuego hasta los LEDs modernos.